# جواب شرعي
الجواب (جمعه أجوِبة ورمزه ج) (بالرومية: respōnsum ج.  respōnsa أجوبة) (بالعبرية: أسئلة وأجوبة שאלות ותשובות ورمزه שו״ת) في الشرع رد المشرع على السؤال (جمعه أسئلة ورمزه س) (بالرومية: quodlibet "مايُراد") الذي خوطب به لمعالجة مسألة من المسائل العامة.